# ミズヒキ
ミズヒキ（水引、学名: Persicaria filiformis）とは、タデ科イヌタデ属の草本。和名は、紅白に見える花序が水引に似ていることに由来する。
なお、キンミズヒキは、バラ科の植物の名である。

## 形態・生態
多年草で、高さ30〜80cm。茎の節部は膨らむ。
葉は互生、広楕円形で、長さ6〜15cm、先端は尖る。また、時季（初夏の頃）によっては葉に「八」の字の模様（鼻緒のような模様）が入る。托葉があり、鞘状。葉や茎全体に粗毛がある。
開花期は8〜11月頃。花は総状花序で、茎頂や葉腋から長さ20〜40cmになる花穂を出し、それに小花がまばらに咲く。小花の色は上半分は赤色、下半分は白色である。
小花は成熟し小さい種子を付ける。周囲へ溢れた種子から翌年発芽する。

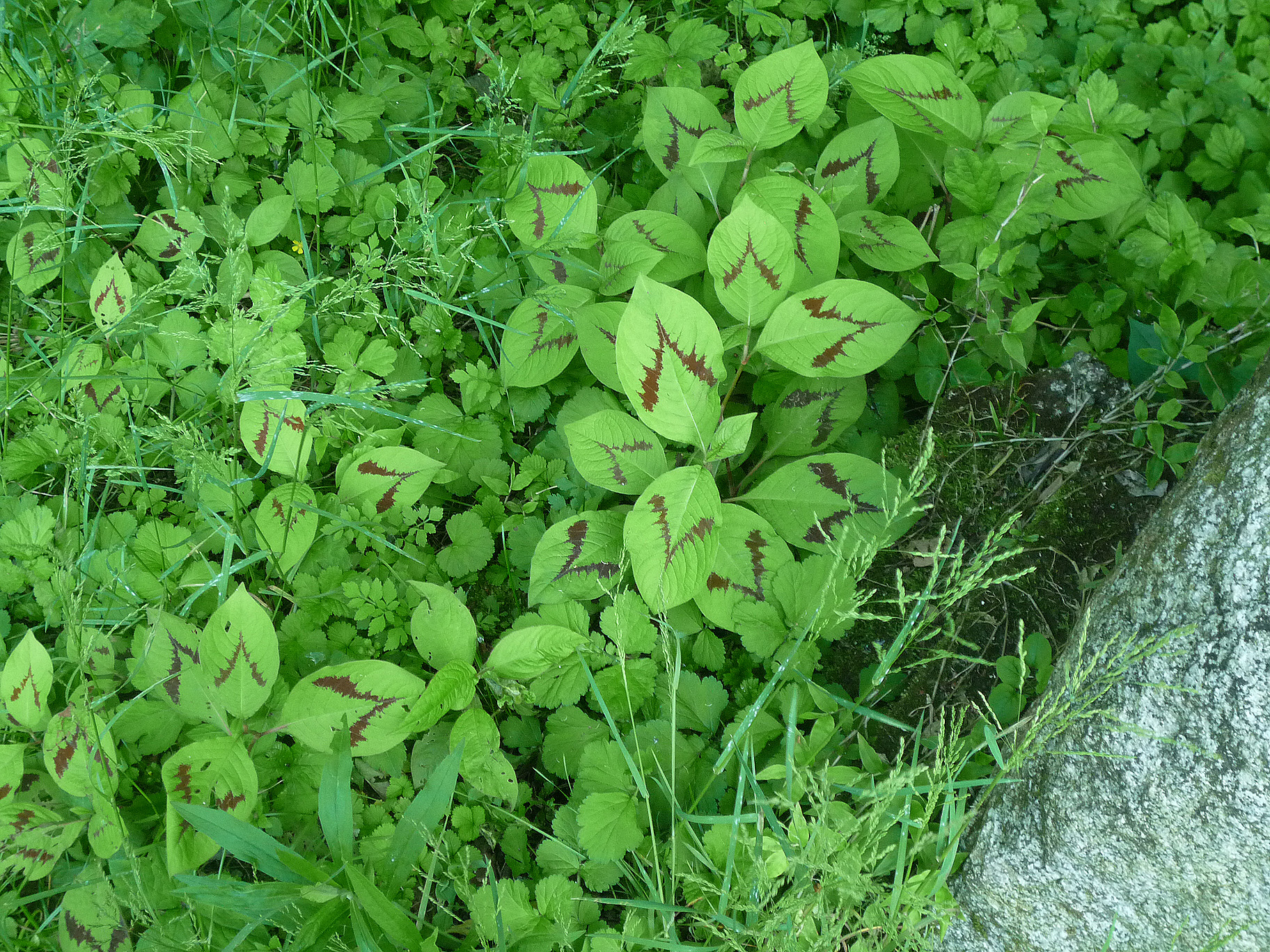
葉（2010年5月17日、神奈川県横浜市栄区）

## 分布
日本には北海道から本州、四国、九州、南西諸島まで全国各地に、日本国外には中国、ヒマラヤに分布する。低地の日当たりのよい林床や林縁、路傍等に生育する。日本では普通に見られる種であるが、南西諸島では稀である。

## 保全状況評価
生育地である下記の地方公共団体が作成したレッドデータブックに掲載されている。
- 鹿児島県 - 準絶滅危惧
- 沖縄県 - 絶滅危惧IA類